# 守屋澄夫
守屋 澄夫（もりや すみお、1947年8月29日 - 2017年12月14日）は、日本の経営者。ラルズ代表取締役元社長。北海道常呂郡訓子府町出身。北海道北見柏陽高等学校卒業、拓殖大学商学部卒業。1971年大丸スーパー（現ラルズ）入社。平岸店や狸小路店の店長、第1商品部長、第1商品部GMを経て、1991年5月取締役、1995年5月常務取締役営業副本部長、1998年12月道北ラルズ社長などを歴任。2007年にラルズ専務を兼務し、2012年5月ラルズ社長COO就任、2016年5月から顧問。
2001年から2011年まで拓殖大学北海道短期大学客員講師も務めた。